# Морејн (Охајо)
Морејн (енгл. Moraine) град је у америчкој савезној држави Охајо.

## Демографија
По попису из 2010. године број становника је 6.307, што је 590 (-8,6%) становника мање него 2000. године.
| Група             | 2000.         | 2010.         |
| Белци             | 6.120 (88,7%) | 5.037 (79,9%) |
| Афроамериканци    | 430 (6,2%)    | 782 (12,4%)   |
| Азијати           | 138 (2,0%)    | 83 (1,3%)     |
| Хиспаноамериканци | 97 (1,4%)     | 228 (3,6%)    |
| Укупно            | 6.897         | 6.307         |